# Strigoplus bilobus
Strigoplus bilobus is een spinnensoort in de taxonomische indeling van de krabspinnen (Thomisidae).
Het dier behoort tot het geslacht Strigoplus. De wetenschappelijke naam van de soort werd voor het eerst geldig gepubliceerd in 2004 door Subhendu Sekhar Saha & Dinendra Raychaudhuri.